# Heike Hartwig
Heike Hartwig (née Dietrich le 30 décembre 1962 à Bernbourg) est une athlète allemande, spécialiste du lancer du poids.

## Biographie
Concourant pour la République démocratique allemande dès le début des années 1980, Heike Hartwig remporte trois médailles lors des Championnats d'Europe en salle : le bronze en 1985 et 1987 et l'argent en 1989. Elle se classe par ailleurs sixième des Championnats du monde 1987 et sixième des Jeux olympiques de 1988.
Elle devient championne d'Allemagne de l'Est en 1987, 1989 et 1990.

### Palmarès
| Date | Compétition                    | Lieu         | Résultat | Marque  |
| ---- | ------------------------------ | ------------ | -------- | ------- |
| 1985 | Championnats d'Europe en salle | Athènes      | 3e       | [ 2 ]   |
| 1985 | Coupe du monde des nations     | Canberra     | 2e       |         |
| 1986 | Championnats d'Europe          | Stuttgart    | 5e       |         |
| 1987 | Championnats d'Europe en salle | Liévin       | 3e       | [ 3 ]   |
| 1987 | Championnats du monde          | Rome         | 6e       |         |
| 1988 | Jeux olympiques                | Séoul        | 6e       | 20,20 m |
| 1989 | Championnats du monde en salle | Indianapolis | 5e       |         |
| 1989 | Championnats d'Europe en salle | La Haye      | 2e       | [ 4 ]   |
| 1989 | Coupe du monde des nations     | Barcelone    | 2e       |         |
| 1990 | Championnats d'Europe en salle | Split        | 5e       |         |

### Records
| Épreuve         | Épreuve   | Performance | Lieu        | Date           |
| --------------- | --------- | ----------- | ----------- | -------------- |
| Lancer du poids | Plein air | 21,31 m     | Athènes     | 16 mai 1988    |
| Lancer du poids | Salle     | 20,75 m     | Senftenberg | 7 février 1987 |